# Dick Fosbury
Richard Douglas Fosbury (født 6. marts 1947 i Portland, Oregon, død 12. marts 2023) var en amerikansk højdespringer, som blev kendt for den såkaldte "fosbury flop"-teknik.
Teknikken i fosbury-floppet er, at man i forbindelse med tilløbet i sidste øjeblik vender ryggen til og springer over overliggeren på ryggen. Teknikken blev også udviklet uafhængigt af den seks år yngre canadiske højdespringer Debbie Brill, men blev på en enkelt dag verdenskendt, da Dick Fosbury vandt højdespring ved OL 1968 i Mexico City og samtidig satte olympisk rekord med 2,24 m med teknikken. Inden den tid havde flertallet af elitespringere brugt væltespringsteknikken, men nu om stunder er fosbury-floppet totalt dominerende.
Fosbury var begyndt at eksperimentere med nye teknikker som 16-årig, da han fandt de øvrige kendte teknikker for komplicerede. Trods skepsis i atletikverdenen overbeviste han alle med sine resultater ved først at vinde det amerikanske universitetsmesterskab og efterfølgende konkurrencen om udtagelse til de olympiske lege. Guldmedaljen under legene overbeviste endeligt de fleste skeptikere.
Dick Fosbury blev uddannet ingeniør fra Oregon State University i 1972 og var medejer af et ingeniørfirma i Ketchum, Idaho, hvor han boede fra 1977.
Han var også politiker og stillede op for Demokraterne til Repræsentanternes Hus i Idaho i 2014, men blev ikke valgt. Han blev i 2019 valgt til amtsrådet i Blaine County, Idaho.
Fosbury fik konstateret lymfeknudekræft i 2008 og blev behandlet med operation og kemoterapi. Kræften var slået tilbage i 2009, og han udtalte i et interview i 2014 at han havde det godt og var kræftfri.
Han døde den 12. marts 2023 efter en kort periode med et tilbagefald af lymfeknudekræft. Han blev 76 år og efterlod sig sin kone, en søn og to steddøtre.